# Ja’ir Caban

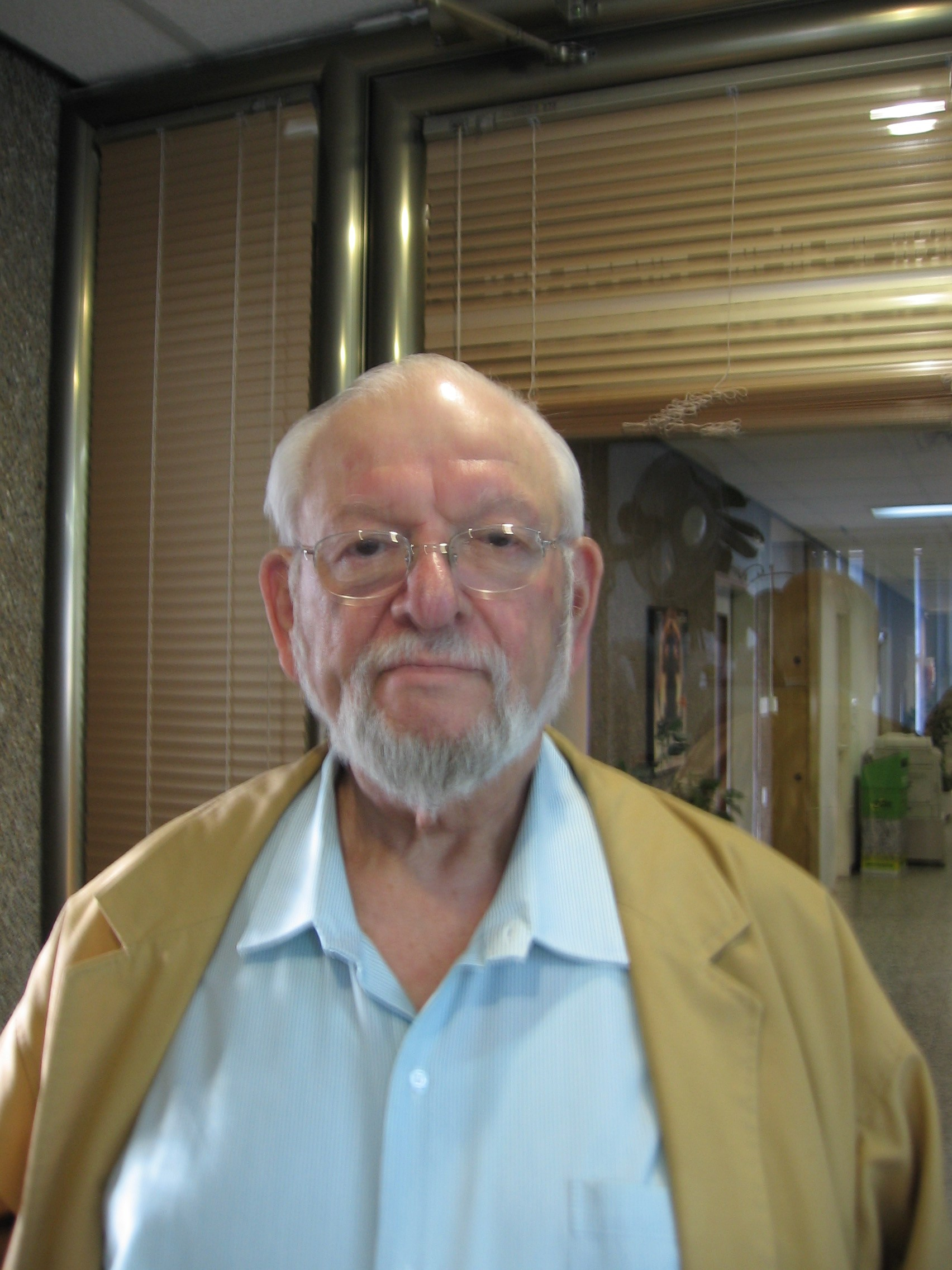
Ja’ir Caban

Ja’ir Caban (hebr. יאיר צבן, ang.: Yair Tzaban, ur. 23 sierpnia 1930 w Jerozolimie) – izraelski polityk i aktywista lewicowy, w latach 1981–1996 poseł do Knesetu, w latach 1992–1996 minister absorpcji imigrantów.

## Życiorys
W czasie wojny o niepodległość Izraela walczył w oddziałach Palmach. Był jednym z założycieli kibucu Cora. Przez wiele lat był nauczycielem w biednych dzielnicach Tel Awiwu.  Działał w różnych partiach lewicowych. W 1981 i 1984 uzyskiwał mandat poselski z listy Koalicji Pracy
22 października 1984 wraz z Elazarem Granotem, Chajką Grossman, Amirą Sartani, Wiktorem Szem-Towem i Muhammadem Watadem opuścił Koalicję Pracy zakładając frakcję Mapam i pozostał w niej do końca kadencji.
Jako minister ds. absorpcji imigrantów (w latach 1992–1996) wystarał się o równy status przy imigracji do Izraela dla żydów reformowanych i konserwatywnych. Hebrew Union College przyznał mu z tego powodu doktorat honoris causa. Działa na rzecz rozwoju judaizmu humanistycznego.
Był członkiem partii Merec-Jachad.